# Jordy Smith

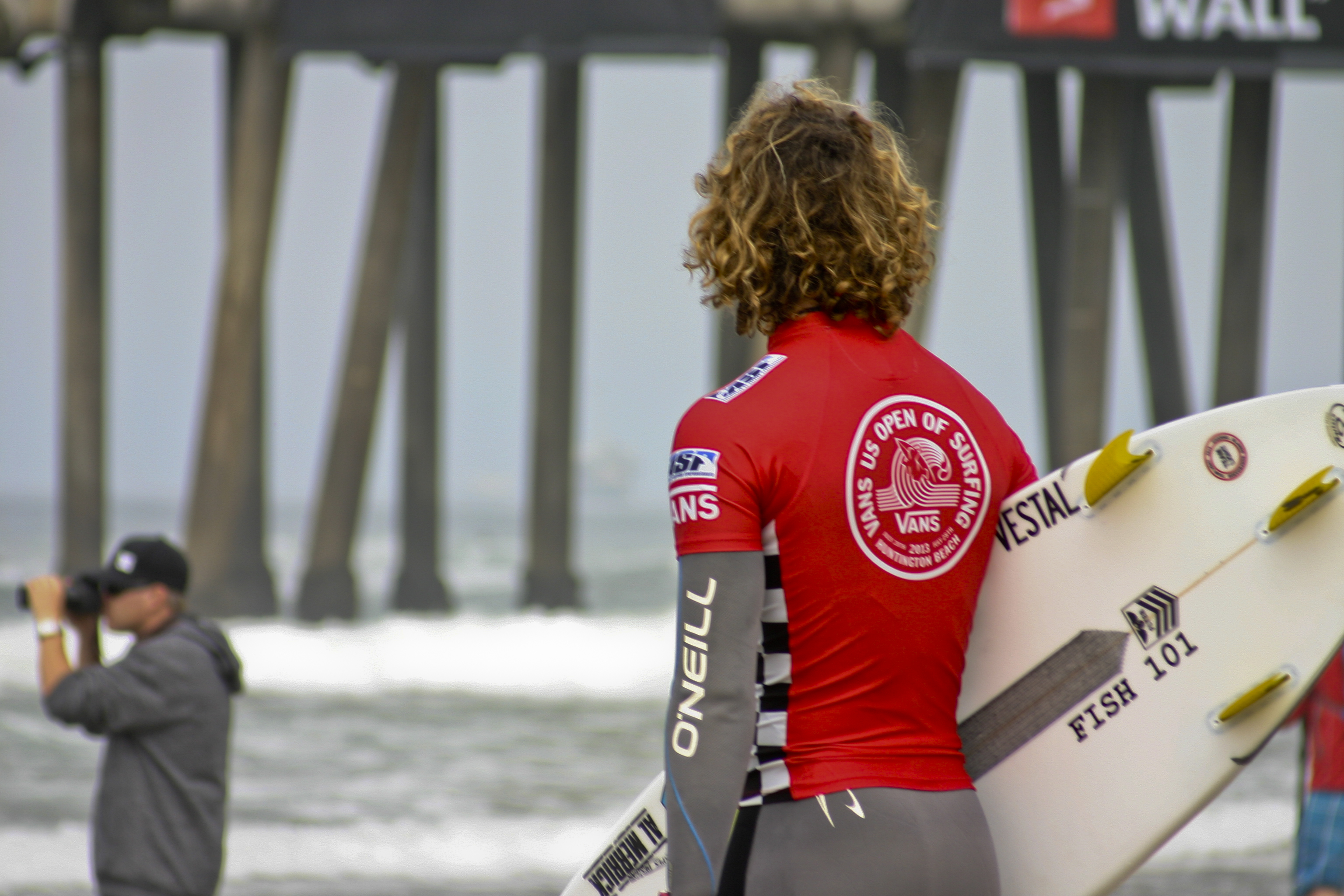
Jordy Smith (2013)

Jordan Michael „Jordy“ Smith (* 11. Februar 1988 in Durban, Südafrika) ist ein  südafrikanischer Profisurfer, der an den Weltmeisterschaften der WSL teilnimmt.

## Karriere
Smith wuchs in Durban, Südafrika auf und begann bereits mit drei Jahren mit dem Surfen. Er ist für seine Surfmanöver „Rodeo Flip“ und seine 360°-Drehung „Alley-oops“ bekannt.
Im Jahr 2006 gewann Jordy Smith mit 18 Jahren die Weltmeisterschaft der Junioren im Wellenreiten in North Narrabeen, Australien. Im darauffolgenden Jahr konnte sich Smith erstmals bei den World Qualifying Series (WQS) für die World Championship Tour (WCT) der World Surf League (WSL) für die Weltmeisterschaft qualifizieren. Noch im selben Jahr wurde Smith von seinem heutigen Hauptsponsor O’Neill unter Vertrag genommen.
In den folgenden Jahren gewann Smith im Rahmen der WCT die Billabong J-Bay-Wettbewerbe 2010 und 2011 in Südafrika, 2013 den Rio Pro-Wettbewerb in Brasilien, 2014 und 2016 die Hurley Pro-Wettbewerbe in Kalifornien, 2017 den Rip Curl Pro-Wettbewerb in Australien und 2018 den WSL Founders' Cup of Surfing in Kalifornien.
Im Jahr 2020 konnte er sich für Südafrika bei den, in diesem Jahr erstmals ausgetragenen, Olympischen Sommerspielen in Japan qualifizieren, sagte jedoch seinen Olympiastart Anfang Juli verletzungsbedingt ab. 2024 nahm Smith an den Olympischen Sommerspielen in Frankreich teil, die in Teahupo'o, Französisch-Polynesien ausgetragen wurden, und belegte den 9. Platz in der Gesamtwertung. Aktuell wird Jordy Smith auf Platz 2 der Weltrangliste der WSL geführt.
Jordy Smith wird unter anderem von Channel Islands Surfboards, Oakley, O’Neill und Red Bull gesponsert.

## Erfolge
| Jahr |       | Bewerb                    | Platzierung | Titel | Land               |
| ---- | ----- | ------------------------- | ----------- | ----- | ------------------ |
| 2025 | WSL   | Men's Championship Tour   | 2.          |       | Vereinigte Staaten |
| 2025 | WSL   | Margaret River Pro        | 1.          |       | Australien         |
| 2025 | WSL   | Surf City El Salvador Pro | 1.          |       | Australien         |
| 2024 | WSL   | Men's Championship Tour   | 8.          |       | Vereinigte Staaten |
| 2024 | WSL   | Olympische Sommerspiele   | 9.          |       | Frankreich         |
| 2023 | WSL   | Men's Championship Tour   | 16.         |       | Vereinigte Staaten |
| 2022 | WSL   | Men's Championship Tour   | 14.         |       | Vereinigte Staaten |
| 2021 | WSL   | Men's Championship Tour   | 7.          |       | Vereinigte Staaten |
| 2019 | WSL   | Men's Championship Tour   | 3.          |       | Vereinigte Staaten |
| 2018 | WSL   | Men's Championship Tour   | 5.          |       | Vereinigte Staaten |
| 2018 | WSL   | Founders' Cup of Surfing  | 1.          |       | Vereinigte Staaten |
| 2017 | WSL   | Men's Championship Tour   | 4.          |       | Vereinigte Staaten |
| 2017 | WSL   | Rip Curl Pro Bells Beach  | 1.          |       | Australien         |
| 2016 | WSL   | Men's Championship Tour   | 2.          |       | Vereinigte Staaten |
| 2016 | WSL   | Hurley Pro at Trestles    | 1.          |       | Vereinigte Staaten |
| 2014 | ASP * | Men's Championship Tour   | 7.          |       | Vereinigte Staaten |
| 2014 | ASP * | Hurley Pro at Trestles    | 1.          |       | Vereinigte Staaten |
| 2013 | ASP * | Men's Championship Tour   | 4.          |       | Vereinigte Staaten |
| 2013 | ASP * | Billabong Rio Pro         | 1.          |       | Brasilien          |
| 2012 | ASP * | Men's Championship Tour   | 12.         |       | Vereinigte Staaten |
| 2011 | ASP * | Men's Championship Tour   | 7.          |       | Vereinigte Staaten |
| 2011 | ASP * | Billabong Pro J-Bay       | 1.          |       | Südafrika          |
| 2010 | ASP * | Men's Championship Tour   | 2.          |       | Vereinigte Staaten |
| 2010 | ASP * | Billabong Pro J-Bay       | 1.          |       | Südafrika          |

* Die Association of Surfing Professionals (ASP) wurde 2015 in World Surf League (WSL) umbenannt.

## Privatleben
Smith ist seit 2014 mit dem südafrikanischen Model Lyndall Jarvis verheiratet. Sie leben in Kapstadt, Südafrika, und in San Clemente, Kalifornien, USA.